# Ganz weit hinten
Ganz weit hinten (Originaltitel: The Way, Way Back) ist ein US-amerikanischer Spielfilm von Nat Faxon und Jim Rash aus dem Jahr 2013. Der Coming-of-Age-Film handelt von einem schüchternen Jungen, der während der Sommerferien in einem Wasserpark Freundschaften knüpft, die ihm helfen, Selbstvertrauen zu fassen. Der Film kreist dabei um die Themen Freundschaft, Familie, Identität und Anerkennung. In den Hauptrollen sind Liam James, Steve Carell, Toni Collette, Allison Janney, AnnaSophia Robb und Sam Rockwell zu sehen. Der Independent-Film hatte seine Premiere auf dem Sundance Film Festival 2013.

## Handlung
Der introvertierte 14-jährige Duncan verbringt seinen Sommer zusammen mit seiner Mutter Pam, ihrem Freund Trent und dessen Tochter Steph in einem Küstenort auf der Halbinsel Cape Cod, wo Trent ein Strandhaus besitzt. Auf der Fahrt dorthin macht Trent herabsetzende Kommentare gegenüber Duncan, der auf einer Art Notsitz „ganz weit hinten“ im Station Wagon von Trent sitzt. Am Ziel der Reise werden sie von ihren Nachbarn, der angetrunkenen Betty und deren Kindern, Susanna und Peter, begrüßt. Später am Abend führen Duncan und Susanna ein unbeholfenes Gespräch von ihren benachbarten Veranden aus.
Am nächsten Morgen findet Duncan in der Garage des Strandhauses ein pinkes Mädchenfahrrad und erkundet damit die Gegend. In einer Pizzeria trifft er auf das Personal des lokalen Wasserparks Water Wizz und führt ein kurzes Gespräch mit dem Manager des Parks, Owen, während dieser Pac-Man spielt. Der sorglose Owen nimmt Duncan unter seine Fittiche und zeigt ihm den Park. Dabei lernt er andere Mitarbeiter des Parks kennen, eine zusammengewürfelte Gruppe, bestehend aus Caitlin, Lewis und Roddy. Auf der Rundführung wird Owen von mehreren Kindern nach einem legendären Überholmanöver in der Röhrenrutsche ausgefragt, sie erhalten aber keine richtige Antwort darauf. Am Ende des Tages wird Duncan von Owen für Gelegenheitsarbeiten im Water Wizz engagiert.
Duncan verhält sich gegenüber Trent sehr abweisend, der von ihm familiäre Umgangsformen einfordert, aber nicht den richtigen Ton findet. Von seiner Mutter wird er vernachlässigt, die sich mit Trent und dem mit diesem befreundeten Paar Joan und Kip vergnügt, dabei auch dem Alkohol zuspricht und Marihuana raucht. Beim Fest zum Unabhängigkeitstag lädt Susanna Duncan dazu ein, mit ihr und Peter Geisterkrabben jagen zu gehen. Sie erzählt dabei von ihrem abwesenden Vater und hilft Duncan dabei, sich zu öffnen. Als sie zurückkehren, beobachtet Duncan, wie Trent und Joan an der Seite des Strandhauses sich küssen.
Als Trent einmal erst spätabends heimkommt, erzählt er Pam, dass er den ganzen Tag mit Kip auf dessen Boot gewesen sei. Auf einer Strandparty bemerkt Kip aber, dass der Motor schon seit einer Woche kaputt sei. Als Pam daraufhin weglaufen möchte, konfrontiert Duncan sie vor den Freunden und Nachbarn damit, dass Trent und Joan miteinander schlafen würden. Sie solle etwas dagegen tun, er selbst würde lieber bei seinem Vater leben. Trent kontert, Duncan müsse den Sommer mit seiner Mutter verbringen, da ihn sein Vater nicht haben möchte. Susanna versucht Duncan am Strand aufzuheitern. Er möchte sie küssen, aber sie weicht ihm aus, was ihn nur noch mehr betrübt. Begleitet von Peter, schleicht sich Duncan zu Water Wizz, wo Owen für Lewis eine Abschiedsparty gibt.
Duncan verbringt die ganze Nacht mit seinen Freunden im Water Wizz und weigert sich am nächsten Morgen zu gehen. Owen fragt ihn, warum er den Park nicht verlassen möchte. Duncan öffnet sich Owen und erzählt ihm von seiner Beziehung zu Trent und warum der Wasserpark der einzige Ort ist, wo er glücklich sein kann. Owen kann Duncans Probleme nachempfinden, da auch er mit einem emotional gewalttätigen Vater aufwuchs, was zu seiner Verachtung für Regeln geführt hat.
Als Duncan zum Strandhaus zurückkehrt, sagt ihm seine Mutter, dass sie zusammen mit Trent zurückfahren. Susanna küsst Duncan zum Abschied und sagt, dass sie nur zu überrascht gewesen sei, als er sie zuvor versuchte zu küssen. Auf ihrem Weg aus der Stadt fährt Trent eine Tankstelle an, Duncan springt aus dem Auto und rennt zum Wasserpark, gefolgt von Pam, Trent und Steph. Im Park teilt er Owen und den anderen Mitarbeitern mit, dass er zurückfahren muss, und bittet Owen ihm zu folgen. Die beiden gehen zur Röhrenrutsche und Duncan schafft es, als erste Person eine andere Person in der Röhre zu überholen. Nachdem er Owen schließlich seiner Mutter vorgestellt hat, verabschiedet er sich von den Mitarbeitern des Parks. Anschließend finden sich Duncan, Pam, Trent und Steph wieder im Auto auf der Rückreise. Während der Fahrt klettert Pam auf den Rücksitz des Autos zu Duncan, und sie lächeln sich gegenseitig an, während man im Hintergrund Trents Protest hört.

## Besetzung und Synchronisation
Die deutsche Synchronisation entstand nach einem Dialogbuch und unter der Dialogregie von Marius Clarén durch die Synchronfirma Arena Synchron in Berlin.
| Rollenname | Schauspieler    | Synchronsprecher           |
| ---------- | --------------- | -------------------------- |
| Duncan     | Liam James      | Finlay Kühn                |
| Trent      | Steve Carell    | Uwe Büschken               |
| Pam        | Toni Collette   | Christin Marquitan         |
| Betty      | Allison Janney  | Karin Buchholz             |
| Susanna    | AnnaSophia Robb | Marie Christin Morgenstern |
| Owen       | Sam Rockwell    | Dietmar Wunder             |
| Caitlin    | Maya Rudolph    | Maja Maneiro               |
| Kip        | Rob Corddry     | Olaf Reichmann             |
| Joan       | Amanda Peet     | Bianca Krahl               |
| Peter      | River Alexander | Nicolas Rathod             |
| Steph      | Zoe Levin       | Luisa Wietzorek            |
| Roddy      | Nat Faxon       | Norman Matt                |
| Lewis      | Jim Rash        | Christian Weygand          |
| Kyle       | Robert Capron   | Paul-Lino Krenz            |

## Produktion
Die Idee zum Film entstand nach Erinnerungen von Nat Faxon und Jim Rash an ihre Jugendzeit an der Ostküste der USA. Das Drehbuchdebüt der beiden erhielt 2005 grünes Licht von der Produktionsfirma Fox Searchlight Pictures. Zwei Jahre später las Shawn Levy das Drehbuch und wurde als Regisseur engagiert. Da er jedoch nur ein kurzes Zeitfenster bis zur Produktion von Nachts im Museum 2 hatte und die Besetzung nicht schnell genug gefunden wurde, wurde das Projekt eingestellt. An die Stelle von Fox trat Mandate Pictures, wo sich der Film zwei weitere Jahre in Produktion befand. In dieser Zeit fand sich eine Besetzung, mit der Faxon und Rash jedoch nicht zufrieden waren. Mit dem Drehbuch traten sie auch an die Produktionsfirma „Ad Hominem“ heran, die die beiden aufgrund der ähnlichen Stimmung des Filmes mit der Adaption von The Descendants beauftragten. Mit dem Aufsehen, das die beiden durch das Drehbuch von The Descendants erregten (unter anderem gewannen sie den Oscar in der Kategorie Bestes adaptiertes Drehbuch), wagten sie Anfang 2012 den Film unabhängig mit einem Filmbudget von unter 5 Millionen US-Dollar zu produzieren und die Regie selbst zu übernehmen.
Das Casting dauerte von April bis Juni 2012, ehe die Dreharbeiten im Juli 2012 in Green Harbor, im Süden von Boston, innerhalb von 25 Tagen stattfanden. Als Drehort war zunächst North Carolina geplant, für Steve Carell wurde dieser jedoch in den Süden von Boston verlegt, wo Carell mit seiner Familie lebt. Bei den Dreharbeiten wurde in einem Wasserpark während des laufenden Betriebs gedreht, da das Budget nicht erlaubte, diesen zu schließen.
In den Vereinigten Staaten hatte der Film am 21. Januar 2013 beim Sundance Film Festival Premiere. Einen Tag später kaufte Fox Searchlight Pictures die US-Rechte am Film für 9,75 Millionen US-Dollar.
Zwischen April und Juni 2013 wurde der Film auf einem Dutzend Filmfestivals in den Vereinigten Staaten gezeigt, in Nashville und Newport Beach gewann er im Laufe dessen den Publikumspreis. Auf dem Los Angeles Film Festival schloss der Film. Am 5. Juli 2013 lief der Film in den USA limitiert in 19 Kinos überaus erfolgreich an, am Startwochenende nahm der Film mehr als eine halbe Million US-Dollar und bis zum landesweiten Start in 886 Kinos am 26. Juli 2013 5,4 Millionen US-Dollar ein. Der Film hielt sich 20 Wochen im Kino. Die Gesamteinnahmen belaufen sich auf 26,9 Millionen Dollar, wobei davon über 21,5 Millionen aus den USA kommen. Im deutschsprachigen Raum hatte der Film am 28. September 2013 auf dem Zurich Film Festival Premiere. Auf dem Filmfest Hamburg war der Film am 2. Oktober 2013 zu sehen. In Deutschland war Ganz weit hinten weniger erfolgreich. Der Film erschien am 5. Dezember 2013 für eine Woche in 54 deutschen Kinos und nahm 150.000 US-Dollar ein.
Am 22. Oktober 2013 wurde der Film in den USA auf DVD und Blu-ray veröffentlicht. Die Veröffentlichung brachte dort nochmals über 5 Millionen Dollar ein. In Deutschland folgte die Veröffentlichung am 4. April 2014.

## Rezeption

### Kritik
Der Film erhielt überwiegend positive Kritiken. Bei Metacritic erhielt der Film einen Metascore von 68/100, basierend auf 41 Rezensionen, bei Rotten Tomatoes waren 83 Prozent der 187 Rezensionen positiv. Zusammenfassend schreibt man dort, der Film nutze „trotz seiner vertrauten Themen […] seine talentierte Besetzung, ein fein abgestimmtes Drehbuch und viel Charme, um eine lustige und überzeugende Coming-of-Age-Geschichte zu erzählen“. Chris Nashawaty von Entertainment Weekly fand den Coming-of-Age-Film charmant und teils überaus lustig. Peter Debruge, Kritiker des Variety, meint, dass man sich mehr auf die Besetzung als auf die Handlung verlassen habe. Beide Kritiker bemerken, dass einem vieles durch ähnliche Filme, etwa Adventureland, bekannt vorkomme. In mehreren Kritiken wurde das Schauspiel der Nebendarsteller positiv erwähnt, besondere Beachtung erhielten hierbei Allison Janney und Sam Rockwell.
Die Deutsche Film- und Medienbewertung verlieh dem Film das Prädikat „besonders wertvoll“ und beschreibt den Film als eine „leichtfüßig erzählte Geschichte rund um das Erwachsenwerden und das Erwachsensein – charmant, herrlich komisch und ergreifend“. Auch die dpa sieht in Ganz weit hinten einen einfühlsamen Film, der ein großes Identifikationspotenzial bietet. Der Wandel Duncans werde im Film „angenehm unaufgeregt“ in Szene gesetzt, während die Geschichte eine „schöne Mischung aus Drama und Komödie“ sei, die nie albern überdreht, sondern überaus realistisch wirke. Susan Vahabzadeh lobt in der Süddeutschen Zeitung das Gespür für emotionale Szenen und den „stillen Humor“ des Filmes. Neben der Teenagergeschichte erzähle der Film, der teilweise in einem unrenovierten Wasserpark spielt, „darüber, was dabei herauskommt, wenn man auf Modernisierungswahn und Profitmaximierung verzichtet.“ Der Film passe in keine Schublade, sei „komisch und melancholisch und dann doch wieder hoffnungsvoll – genau so soll es sein.“ Daniel Sander vergleicht den Film im Spiegel mit The Descendants, auch Ganz weit hinten habe die sommerliche Melancholie und den vorsichtigen Witz; der junge Duncan müsse jedoch mit weniger Charisma als George Clooney auskommen, denn er tue im „ganzen Film eigentlich nichts, außer sich selbst leidzutun und missmutig bis traurig in die Ferne zu schauen.“ Der Rest des Ensembles sei hingegen überzeugend. Abschließend meint Sander, Ganz weit hinten sei „ein leiser, erwachsener Film über das Erwachsenwerden, manchmal banal, oft weise und immer unaufgeregt witzig.“

### Auszeichnungen und Nominierungen
Der Film wurde von Kritikerverbänden für mehrere Auszeichnungen nominiert, so von der San Diego Film Critics Society und der Washington D.C. Area Film Critics Association. Auf dem Newport Beach Film Festival gewann er den Publikumspreis als bester Spielfilm. Bei den Critics’ Choice Movie Awards der Broadcast Film Critics Association wurde der Film in drei Kategorien (Beste Komödie, Bester Jungdarsteller für Liam James und Bester Schauspieler in einer Komödie für Sam Rockwell) nominiert. Auf dem Filmfest Hamburg wurde der Film für den Art Cinema Award nominiert.